# Elephunk
Az Elephunk az amerikai The Black Eyed Peas együttes harmadik albuma, melyet 2003 júniusában adtak ki.

## Tracklista
1. Hands Up – 3:35
2. Labor Day (It's a Holiday) – 3:58
3. Let's Get Retarded – 3:35
4. Hey Mama (ft. Tippa Irie) – 3:34
5. Shut Up – 4:56
6. Smells Like Funk – 5:04
7. Latin Girls (ft. Debi Nova és Dante Santiago)– 6:17
8. Sexy (ft. Sérgio Mendes) – 4:43
9. Fly Away – 3:35
10. The Boogie That Be – 5:12
11. The Apl Song (producer: apl.de.ap) – 2:54
12. Anxiety (ft. Papa Roach) – 3:38
13. Where Is the Love? (ft. Justin Timberlake) (produceR: Ron Fair) – 4:32

### Bónusz számok
- Let's Get It Started - 3:39
- Third Eye – 3:43
- Rock My Shit - 3:52
- What's Going Down - 2:41
- The Elephunk Theme - 5:05

### Kislemezek
- Where Is The Love?
- Shut Up
- Hey Mama
- Let's Get It Started
- The Apl Song (csak videóklip formában)

## Listás helyezések és minősítés
| Lista (2005/2006)        | Csúcshelyzés |
| ------------------------ | ------------ |
| Australian Albums Chart  | 1            |
| Austrian Albums Chart    | 3            |
| Canada Top 50            | 2            |
| Danish Albums Chart      | 3            |
| Dutch Albums Chart       | 5            |
| Germany Top 100          | 6            |
| Finnish Albums Chart     | 3            |
| French Top 150           | 2            |
| Italian Top 75           | 6            |
| New Zealand Albums Chart | 2            |
| Norwegian Albums Chart   | 2            |
| Spain Albums Chart       | 55           |
| Swedish Albums Chart     | 5            |
| Swiss Albums Chart       | 1            |
| U.S Billboard 200        | 14           |
| UK Top 75                | 3            |

| Ország             | Minősítés  | Példányszám |
| ------------------ | ---------- | ----------- |
| Argentína          | Arany      | 50,000      |
| Ausztrália         | 4x Platina | 280,000     |
| Brazília           | Gyémánt    | 500,000     |
| Finnország         | Arany      | 23,541      |
| Franciaország      | 4x Platina | 413,000     |
| Németország        | Platina    | 200,000     |
| Indonézia          | Arany      | 45,000      |
| Japán              | Arany      | 100,000     |
| Kanada             | 7x Platina | 700,000     |
| Európa             | 2x Platina | 2,000,000   |
| Mexikó             | Platina    | 100,000     |
| Svájc              | Platina    | 40,000      |
| Svédország         | Arany      | 30,000      |
| U.S. Billboard 200 | 2x Platina | 3,190,000   |
| U.K.               | 6x Platina | 1,600,000   |